# Заілечна сільська рада
Заіле́чна сільська рада (рос. Заилечный сельский совет) — сільське поселення у складі Акбулацького району Оренбурзької області Росії.
Адміністративний центр — село Веселий Перший.

## Населення
Населення — 765 осіб (2019; 923 в 2010, 1314 у 2002).

## Склад
До складу сільської ради входять:
| Населений пункт      | Населення, осіб (2002) | Населення, осіб (2010) |
| -------------------- | ---------------------- | ---------------------- |
| Веселий Перший, село | 785                    | 700                    |
| Кизилбулак, селище   | 168                    | 80                     |
| Майкобулак, селище   | 24                     | 7                      |
| Нагумановка, селище  | 179                    | 81                     |
| Новоодеський, селище | 158                    | 55                     |